# Linia kolejowa nr 730
Linia kolejowa 730 – jednotorowa, w większości zelektryfikowana linia kolejowa znaczenia miejscowego łącząca rejon ZTD stacji Zajączkowo Tczewskie z posterunkiem odgałęźnym Tczew Suchostrzygi. Linia umożliwia jazdę z Trójmiasta w kierunku Chojnic bez zmiany czoła i z pominięciem stacji Tczew.
Linia została w całości ujęta w kompleksowej i bazowej towarowej sieci transportowej TEN-T.